# Raony Phillips
Raony Antonio Soares Daniel (Rio de Janeiro, 14 de junho de 1992), mais conhecido como Raony Phillips, é um roteirista, ator de voz e criador de conteúdo digital brasileiro. Ele é amplamente reconhecido como o criador da websérie de machinima Girls In The House, produzida com o jogo The Sims 4, que se tornou um fenômeno cultural e um dos maiores geradores de memes na internet brasileira.
Seu trabalho é notável pelo humor ácido, improvisação e referências à cultura pop, conquistando grande popularidade, especialmente entre o público LGBTQIA+. Em 2017, lançou o livro Meu Livro. Eu que escrevi., baseado em uma personagem de sua websérie, pela editora Editora Intrínseca. Em 2024, obteve novo sucesso viral com a criação de Marisa Maiô, uma série satírica gerada por inteligência artificial generativa, que recebeu aclamação da crítica por sua originalidade.

## Biografia
Raony Antonio Soares Daniel nasceu na cidade do Rio de Janeiro em 14 de junho de 1992. Cresceu no bairro de Olaria e, posteriormente, mudou-se para a cidade de Maricá. Desde a infância, demonstrou interesse por atividades criativas, como o desenho de histórias em quadrinhos. Autodidata, aprendeu inglês e edição de vídeo por conta própria, habilidades que seriam fundamentais para sua carreira. Antes de alcançar o sucesso com seus projetos autorais, atuou em outras áreas, como telemarketing. Em 2014, criou seu canal no YouTube, intitulado Rao TV, onde iniciou sua jornada como criador de conteúdo.

## Girls In The House

### Criação e formato
Girls In The House é uma websérie de machinima que utiliza o motor gráfico do jogo de simulação de vida The Sims 4. Raony é o único responsável por todo o processo criativo: ele escreve os roteiros, dirige as cenas, edita os episódios e realiza a voz da maioria das personagens, notadamente as protagonistas Duny, Alex e Honey. A série estreou em 2014, mas alcançou popularidade massiva em 2016, transformando-se em um dos maiores fenômenos da internet brasileira.
O humor da série é caracterizado pela improvisação e por diálogos rápidos e ácidos, repletos de gírias e referências à cultura pop, especialmente a divas como Mariah Carey e Britney Spears. As expressões e frases de efeito das personagens, como "que deselegante" e "afrontosa", tornaram-se memes amplamente difundidos nas redes sociais.

### Enredo e personagens
A trama acompanha a vida caótica de Duny, uma ex-faxineira que se torna a guardiã de uma pensão, e suas colegas de casa, a aspirante a socialite Alex e a ingênua Honey. Juntas, elas enfrentam situações absurdas, mistérios e conflitos com uma galeria de personagens secundários excêntricos. O universo da série expandiu-se com spin-offs, como Disk Duny e Kendra Não, Kendra Foster.

## Marisa Maiô
Em 2024, Phillips lançou Marisa Maiô, uma série satírica publicada em formato de vídeos curtos em suas redes sociais, como Instagram e TikTok. A obra utiliza imagens surreais e roteiros absurdos gerados por ferramentas de inteligência artificial generativa, com Raony adicionando a dublagem e a edição final que conferem o tom cômico característico de seus trabalhos.
A série tornou-se um sucesso viral imediato, sendo elogiada pela crítica especializada por seu uso criativo, ágil e humorístico da tecnologia. A repercussão positiva foi frequentemente contrastada com projetos de grandes emissoras que utilizaram a mesma tecnologia e receberam críticas negativas do público, destacando a capacidade de Raony de inovar e capturar o espírito da internet de forma independente.

## Temas e Recepção

### Impacto cultural e análise acadêmica
O trabalho de Raony Phillips é frequentemente celebrado por sua originalidade e por ter estabelecido uma forte conexão com o público LGBTQIA+, que se identifica com o humor e as referências culturais de suas obras. A série Girls In The House é considerada um marco na produção de conteúdo digital no Brasil e foi objeto de análise acadêmica. Um artigo de 2023 na Revista Latino-Americana de Estudos do Discurso analisou como a série utiliza o machinima para construir narrativas que exploram e subvertem noções de gênero e sexualidade, funcionando como um espaço de representação e diálogo.

### Críticas sobre representatividade
Apesar do sucesso, a obra também foi alvo de críticas. Em 2017, um artigo do jornalista Rafael Senna apontou que a caracterização de personagens transgênero em Girls In The House, como Priscilão, recorria a estereótipos e piadas consideradas problemáticas pela comunidade trans. A crítica ressaltava a importância de uma representatividade cuidadosa, mesmo em obras de humor.

## Outras Mídias

### Livro
Em 2017, a Editora Intrínseca publicou Meu Livro. Eu que escrevi., uma "autobiografia" fictícia da personagem Duny. O livro foi um sucesso comercial, figurando em listas de mais vendidos no Brasil. O lançamento ocorreu durante a Bienal Internacional do Livro do Rio de Janeiro, onde Raony participou de sessões de autógrafos com grande público.

### Projeto de filme
Uma adaptação cinematográfica de Girls In The House está listada na base de dados de filmes AdoroCinema. Segundo o site, seria o primeiro filme baseado na websérie. Contudo, até o momento, não foram anunciados detalhes sobre a produção, elenco ou data de lançamento.

## Reconhecimento
Apesar de não possuir prêmios formais da indústria, Raony Phillips é amplamente reconhecido pela crítica e pelo público como uma das vozes mais originais e influentes da internet brasileira.

## Filmografia
| Ano           | Título             | Função                                    | Plataforma        |
| ------------- | ------------------ | ----------------------------------------- | ----------------- |
| 2014–presente | Girls In The House | Criador, roteirista, diretor, ator de voz | YouTube           |
| 2016–presente | Disk Duny          | Criador, roteirista, ator de voz          | YouTube           |
| 2024–presente | Marisa Maiô        | Criador, roteirista, ator de voz          | Instagram, TikTok |

## Publicações
- Phillips, Raony (2017). Meu Livro. Eu que escrevi. Rio de Janeiro: Intrínseca. ISBN 978-85-510-0222-8 Verifique |isbn= (ajuda)